# 尚多尔-科尔塞勒
尚多尔-科尔塞勒（法語：Champdor-Corcelles，法語發音：[ʃɑ̃dɔʁ kɔʁsɛl] ⓘ）是法国安省的一个市镇，属于贝莱区。该市镇于2016年由原市镇尚多尔和科尔塞勒合并而成。

## 地理
尚多尔-科尔塞勒（46°1'4.8"N, 5°35'51.7"E）面积31.53 平方千米，位于法国奥弗涅-罗讷-阿尔卑斯大区安省，该省份为法国东部省份，北起汝拉省，西北接索恩-卢瓦尔省，西接罗讷省和里昂大都会，南至伊泽尔省，东与萨瓦省、上萨瓦省和瑞士接壤。
与尚多尔-科尔塞勒接壤的市镇（或旧市镇、城区）包括：维约迪兹纳沃、布雷诺、阿朗、伊兹纳沃、朗特奈、乌特里亚兹、普拉托多特维尔、上瓦尔罗梅。
尚多尔-科尔塞勒的时区为UTC+01:00、UTC+02:00（夏令时）。

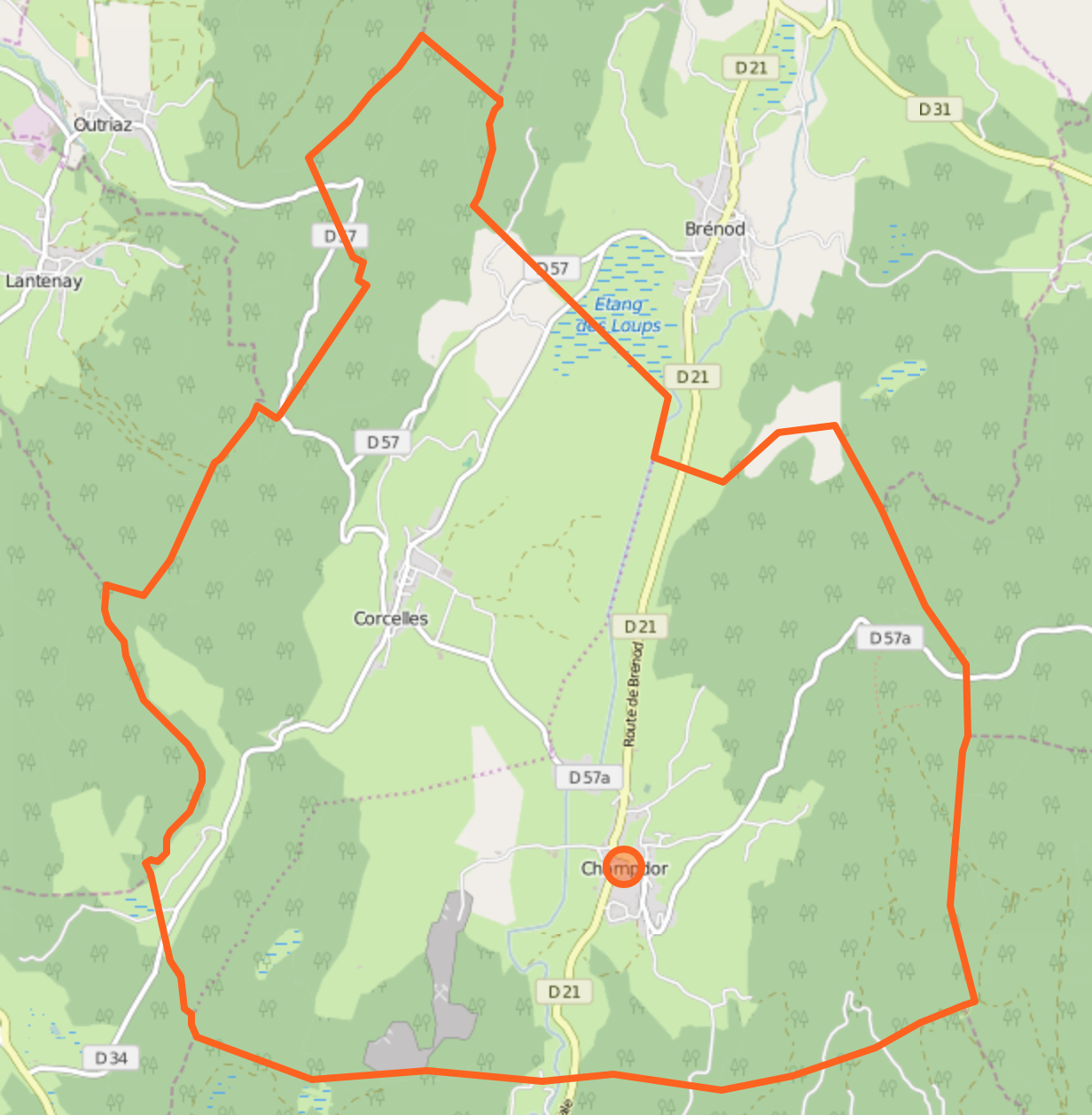
尚多尔-科尔塞勒的OSM定位图

## 行政
尚多尔-科尔塞勒的邮政编码为，INSEE市镇编码为01080。

## 政治
尚多尔-科尔塞勒所属的省级选区为普拉托多特维尔县。

## 人口
尚多尔-科尔塞勒于2022年1月1日时的人口数量为655人。